# Hangman
Hangman es una canción del grupo británico Queen, que los acompañó desde sus inicios en 1970 hasta 1976 (Se tocaba con regularidad en sus primeros conciertos 1970-1973. Y a veces se tocaba ente 1973 y 1976. "completa o se hacía un medley con Modern Times Rock n' Roll"). Esta canción fue escrita por Freddie Mercury y su música fue compuesta por Brian May, posee un poderoso riff de guitarra y es de estilo Hard Rock. 
Esta canción no pertenece a ningún álbum ya que nunca fue grabada en estudio (Asegura May), y solo se conoce por una grabación hecha en el Budokan Hall de Tokio el 1 de mayo de 1975.
- Datos: Q47496624